# Морыто, Аркадиуш
Аркадиуш Морыто (пол. Arkadiusz Moryto; род. 31 августа 1996, Краков) — польский гандболист, правый крайний польского клуба «Виве Таурон Кельце».

## Карьера

### Клубная карьера
Аркадиуш Морыто начинал профессиональную карьеру в клубе из города Гданьск в 2013 году. В сезоне 2015/2016 Морыто стал 4 в списке лучших бомбардиров 1 лиги чемпионата Польши по гандболу. В 2016 году Аркадиуш Морыто подписал с польским клубом «Любин» двухлетний контракт. В сезоне 2016/17 Аркадиуш Морыто стал 4 в списке лучших бомбардиров польской Экстралиги. В 2018 году Аркадиуш Морыто перешёл в польский клуб «Виве Таурон Кельце».

### В сборной
Аркадиуш Морыто выступает за сборную Польши. Морыто сыграл за сборную 41 матчей и забросил 168 мячей.

### Семья
Аркадиуш Морыто сын известного баскетболиста Яцека Морыто

## Достижения
- Четвёртое место в списке лучших бомбардиров чемпионата Польши в сезоне 2016/2017[3]
- Четвёртое место в списке лучших бомбардиров 1 лиги чемпионата Польши в сезоне 2015/2016[1]
- Обладатель кубка Польши: 2018/19
- Лучший снайпер в списке бомбардиров чемпионата Польши в сезоне 2017/18[6]
- Второе метро в списке лучших бомбардиров чемпионата Польши в сезоне 2018/19[7]
- Игрок месяца Суперлиги: 2017 (Февраль)[8]
- Лучший крайний сезона: 2016/17[9], 2017/18[10]

## Статистика
Статистика Аркадиуш Морыто в сезоне 2018/19 указана на 31.5.2019
| Сезон        | Клуб               | Лига       | Матчи | Голы | 7-метр | Голы |
| ------------ | ------------------ | ---------- | ----- | ---- | ------ | ---- |
| 2014/15      | SMS Gdańsk         | 1 лига     | 25    | 101  |        |      |
| 2015/16      | SMS Gdańsk         | 1 лига     | 20    | 143  |        |      |
| 2016/17      | Zagłębie Lubin     | Экстралига | 30    | 160  |        |      |
| 2017/18      | Zagłębie Lubin     | Экстралига | 30    | 227  |        |      |
| 2018/19      | Виве Таурон Кельце | Экстралига | 30    | 173  |        |      |
| 2019/20      | Виве Таурон Кельце | Экстралига |       |      |        |      |
| 2014—по н.в. | Итого              | Экстралига | 90    | 560  |        |      |